# Бетесда (Мэриленд)
Бетесда (англ. Bethesda, традиционное русское — Вифезда, по имени купели в Иерусалиме, упоминаемой в Евангелии от Иоанна) — невключенная территория и статистически обособленная местность, расположенная в округе Монтгомери штата Мэриленд. Является северо-западным пригородом Вашингтона. По данным переписи 2000 года население составляло 55,2 тыс. жителей. Город получил своё название от церкви, построенной здесь в 1920-х годах.

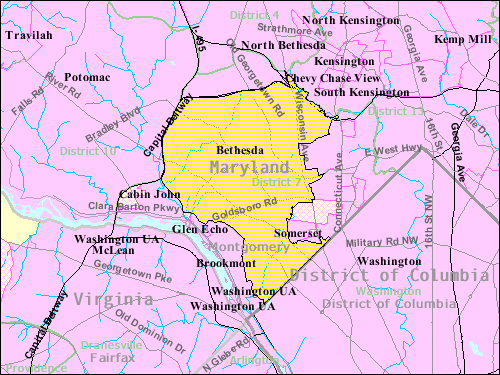
Границы Бетесды на карте 2003 года

На территории Бетесды находится комплекс медицинских научно-исследовательских центров (Национальные институты здравоохранения США), центральные офисы профессиональных медицинских ассоциаций (в частности, Американской гастроэнтерологической ассоциации, Американской коллегии гастроэнтерологов), а также штаб-квартира корпорации «Lockheed Martin».